# MAC M1924/29
O Fusil-mitrailleur Modèle 1924 M29 (Fuzil-metralhador Modelo 1924 M29), ou MAC 1924/29, projetado em 1924 pela Manufacture d'Armes de Châtellerault, foi a metralhadora leve padrão do Exército Francês de 1925 até a década de 1960 e esteve em uso até 2000-2006 com a Gendarmaria Nacional. Arma robusta e confiável, equipou o exército francês durante grande parte do século XX e tinha fama de ser uma arma confiável e de qualidade.
Ela dispara o cartucho 7,5×54mm, que é equivalente em balística e poder de ataque ao posterior 7,62×51mm NATO (.308 Winchester) e ao 7,62×54mmR. Parcialmente derivado da ação da M1918 Browning Automatic Rifle (BAR), a MAC 1924/29 resistiu, quase sem interrupções, por mais de 50 anos.

## História
A metralhadora Chauchat, desenvolvida às pressas sob a pressão dos eventos da Primeira Guerra Mundial, deu lugar por volta de 1925 à nova "FM MAC 1924", que disparava o novo cartucho 7,5×57mm MAS. Depois de uma série de acidentes com armas alemãs capturadas reutilizadas durante o treinamento, com câmara para o 7,92x57mm Mauser, muito perto da nova munição, a FM MAC 1924 foi adaptada em 1929 para disparar a nova munição 7,5x54mm 1929C após algumas modificações (mudança de carregador e cano) para se tornar a MAC 1924/29. Este modelo seria chamado de FM 24/29 em serviço pela infantaria francesa. A FM24/29 foi gradualmente substituída no início dos anos 1960 pela AA-52.

## Uso operacional
Esta arma era muito apreciada pelos soldados do exército francês, que a utilizariam pela primeira vez em combate em 11 de maio de 1926, durante a Guerra do Rife. A FM 24/29 era a metralhadora leve padrão da infantaria e cavalaria francesas no início da Segunda Guerra Mundial. Após a rendição francesa em 1940, os alemães capturaram grandes quantidades desta arma, que utilizaram operacionalmente até o fim da guerra, sob as designações MG 115(f) e MG 116(f).
Essas armas foram usadas na frente russa por unidades suplementares do exército alemão, parcialmente equipadas com elas. Algumas exemplares da FM 24/29 estão expostas nos museus da antiga União Soviética dedicados à "Grande Guerra Patriótica". A MAC 24/29 também foi usada em número limitado pelas Forças de Defesa da Finlândia durante a Guerra de Inverno e a Guerra da Continuação.
A partir de 1943, com o reequipamento e a reorganização do exército francês no Norte da África com o apoio dos Aliados, a FM 24/29 foi mantida em serviço, pois as tropas francesas a consideravam superior ao Browning Automatic Rifle (BAR).
A FM 24/29 foi o carro-chefe da Primeira Guerra da Indochina, como arma de esquadrão de infantaria e montada em jipes no estilo SAS. A FM 24/29 serviu nas Forças Armadas até o fim da guerra na Argélia. A FM 24/29 foi substituída pela metralhadora de uso geral AA-52 na década de 1960 em serviço na linha de frente, mas permaneceria por muito tempo como arma de esquadrão dos regimentos da Reserva Geral do Exército Francês, armazenada nos Centros de Mobilização em todo o país até meados da década de 1980. A FM 24/29 ainda estava em uso nas brigadas regionais da Gendarmaria Nacional até 2000-2006.
Retirada do serviço militar ativo por volta de 1965, a FM 24/29 tornou-se a arma de apoio ao esquadrão na reserva geral, assim como na Polícia Nacional (principalmente CRS) e na Gendarmaria Nacional. Assim, todas as brigadas da gendarmaria departamental deveriam ser equipadas com a FM 24/29 na proporção de uma arma para cada 10 a 15 suboficiais, e sua retirada de serviço só ocorreria em 2006 (a munição 7,5 MAS não seria mais fornecida), inclusive nas reservas dos esquadrões da Gendarmaria Móvel.
Grandes quantidades de MAC 24/29 seriam cedidas às antigas colônias francesas na África durante o processo de descolonização (Argélia, Benim, Camarões, República Centro-Africana, Comores, República do Congo, Costa do Marfim, Djibuti, Gabão, Guiné, Guiné-Bissau, Madagascar, Marrocos, Mauritânia, Níger, Senegal, Seicheles e Chade). Pelo menos 200 exemplares foram utilizadas pelas Forças de Defesa de Israel na Guerra da Palestina de 1948.
Da mesma forma, foi fornecida aos auxiliares recrutados no Camboja, Laos e no Estado do Vietnã durante a Guerra da Indochina. Assim, acabou nas mãos do Viet Minh. Durante a Guerra do Vietnã, a MAC 24/29 continuou sua carreira militar na Indochina nas fileiras de seus antigos inimigos, o Viet Cong e o Exército do Povo do Vietnã, bem como no Exército da República do Vietnã (ARVN) e suas unidades paramilitares. A FM 24/29 continuou em serviço durante a ocupação vietnamita do Camboja até 1989.

## Variantes

### Modelo 1924/1929D

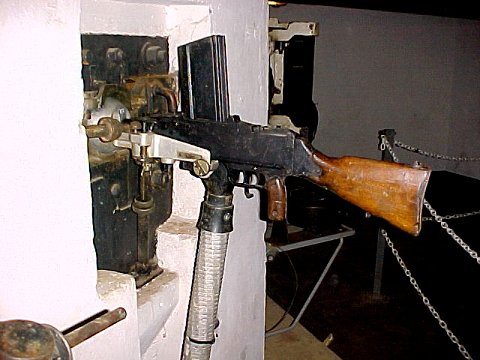
Modelo 1924/1929D montada em uma seteira da Linha Maginot.

A FM 24/29D, com um cano mais longo e grosso, disparava uma variante de bala pesada (7,5mm 1933D) de sua munição original. Destinava-se às casamatas da Linha Maginot onde foi rapidamente substituída nesta função pela metralhadora Reibel. Após o armistício de junho de 1940, os ocupantes alemães reciclaram um bom número de exemplares na Muralha do Atlântico.

### M1931
Uma derivada da arma, a MAC Modèle 1931, com um cano mais pesado e um carregador lateral de 150 munições, foi produzida como uma metralhadora pesada para instalação em tanques e posições fortificadas, particularmente a Linha Maginot. Às vezes também é conhecida como JM Reibel, que na verdade significa Jumelage de mitrailleuses Reibel (metralhadoras Reibel de montagem dupla). A Reibel foi montada em jipes no estilo SAS durante a Guerra da Indochina.

## Operadores

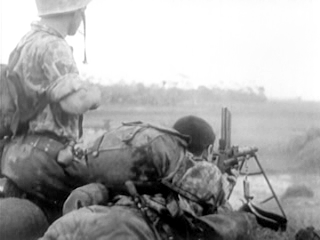
Paraquedistas da Legião Estrangeira Francesa do 1e BEP disparando uma FM 24/29 durante uma emboscada do Viet Minh (1952).

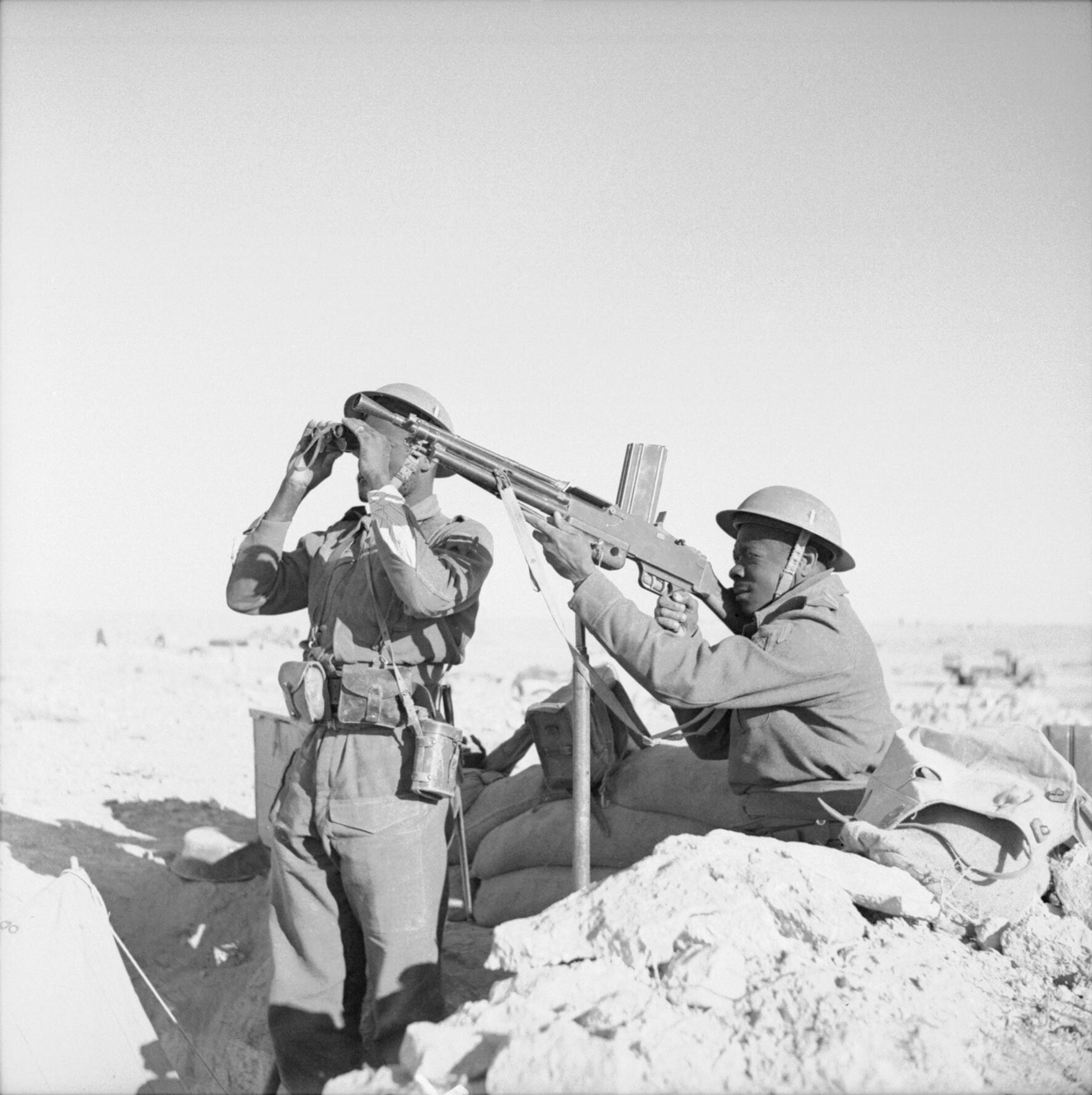
Soldados das tropas coloniais do França Livre em fevereiro de 1942 com uma MAC 24/29.

- EUA: Número limitado de armas capturadas em uso com rangers dos EUA durante a Operação Tocha
- Argélia[12]
- Benim[13]
- República Centro-Africana[13]
- República da China
- República do Congo[13]
- Djibouti[14]
- Finlândia: 100 recebidas da França e usadas durante a Guerra de Inverno[15] e a Guerra da Continuação.
- França: Adotada pela primeira vez pelo exército francês em 1924.[16] Também prestou serviço na Gendarmaria Nacional.[17]
- Israel: Pelo menos 200 estavam em serviço com as Forças de Defesa de Israel (IDF), possivelmente mais antes da formação da IDF. Um manual de campo datado de 1942 foi escrito ou traduzido pelo Haganá. A arma foi referida como "מקלע צרפתי שטו" ou "metralhadora francesa château", uma corruptela de "Châtellerault", onde a FM 24/29 foi fabricada.
- Resistência italiana: Exemplos capturados pela Itália Fascista após a queda da França foram posteriormente capturados e usados por partisans.[18]
- Costa do Marfim[13]
- Reino do Laos: Recebidas pelo governo francês durante a Primeira Guerra da Indochina.[19]
- Líbano[13]
- Alemanha Nazista: Armas capturadas. A mle 1924/29 serviu como Leichtes MG 116(f).[20] Os poucos modelos Mle 1924 sobreviventes receberam a designação Leichtes MG 115(f).[21]
- Níger[22]
- Vietnã do Norte (Viet Minh e Viet Cong):[23][24] conhecidas como Vĩnh Cát, do francês vingt quatre (24).[25]
- Vietnã do Sul (Exército Nacional Vietnamita e Exército da República do Vietnã)[26]